# ترزا دلارتیس
ترزا دلارتیس (به انگلیسی: Teresa de Lauretis) نظریه‌پرداز ایتالیایی در حوزهٔ سینما و ادبیات است. او در حال حاضر استاد تاریخ آگاهی در دانشگاه سانتاکروز کالیفرنیا است. او درجهٔ دکترایش را در رشته زبان و ادبیات مدرن از دانشگاه بوچونی میلان کسب کرده‌است. او پیش از تدریس در دانشگاه سانتاکروز، استاد دانشگاه‌های کلرادو و ویسکانسین بوده‌است.
حوزه‌های مورد علاقهٔ او شامل نشانه‌شناسی، روانکاوی، نظریه فیلم، نظریه ادبیات، فمینیسم، همجنس‌خواهی زنان و پژوهش‌های همجنس‌خواهانه است.

## نظریه‌های سینمایی
دلارتیس معتقد است که جنسیت یک ماهیت حقیقی ندارد. بلکه فناوری‌های گوناگون اجتماعی آن را تولید می‌کنند. یکی از این فناوری‌ها سینما است. سینما مانند سایر فناوری‌ها انسان را قالب‌ریزی می‌کند. نقش‌های اجتماعی و جنسی را تعریف می‌کند. او در برابر آن معتقد به سینمایی است که به ماورای تفاوت‌های جنسی برود. اندیشه‌های دلارتیس بیش از همه متأثر از امبرتو اکو نظریه‌پرداز ساختارگرا، چالرز پیرس، ژاک لاکان و زیگموند فروید است.

## فهرست منابع
- ویکی‌پدیای انگلیسی
- استم، رابرت، مقدمه‌ای بر نظریهٔ فیلم، به کوشش احسان نوروزی، انتشارات سورهٔ مهر، ۱۳۸۳ ص ۱۹۹